# Transtorno do déficit de atenção com hiperatividade em adultos
Transtorno do déficit de atenção com hiperatividade em adultos é a persistência de transtorno do déficit de atenção com hiperatividade (TDAH) na idade adulta. Trata-se de um transtorno do neurodesenvolvimento, o que significa que os sintomas incapacitantes devem ter estado presentes na infância, exceto quando o TDAH ocorre após lesão cerebral traumática. Especificamente, múltiplos sintomas devem estar presentes antes dos 12 anos, conforme os critérios diagnósticos do DSM-5. O limite de 12 anos substitui o requisito anterior de início dos sintomas, que era antes dos 7 anos, conforme o DSM-IV. Essa mudança foi feita para acrescentar flexibilidade no diagnóstico em adultos. O TDAH, antes considerado um transtorno infantil que melhorava com a idade, foi demonstrado pela pesquisa recente como persistente: aproximadamente dois terços dos casos na infância continuam na idade adulta, com graus variados de gravidade dos sintomas que se modificam ao longo do tempo e podem variar desde pequenos inconvenientes até prejuízos significativos no funcionamento diário.
Essa nova compreensão sobre o TDAH também está refletida no DSM-5, que classifica o TDAH como uma “condição do neurodesenvolvimento ao longo da vida” e apresenta requisitos distintos para crianças e adultos. Segundo o DSM-5, crianças devem exibir “seis ou mais sintomas no domínio da desatenção ou hiperatividade-impulsividade, ou ambos” para o diagnóstico de TDAH. Adolescentes mais velhos e adultos (a partir dos 17 anos) precisam demonstrar pelo menos cinco sintomas antes dos 12 anos em qualquer domínio para atender aos critérios diagnósticos. A 11ª Revisão da Classificação Internacional de Doenças (CID-11) também atualizou seus critérios diagnósticos para se alinhar melhor com o novo DSM-5, mas, diferentemente do DSM-5 e da CID-10, embora liste as características principais do TDAH, a CID-11 não especifica a idade de início, o número de sintomas necessários nem a duração dos sintomas. Uma atualização final do DSM-5 em relação ao DSM-IV foi a revisão na forma de classificar o TDAH por sintomas, substituindo “subtipos” por “apresentações” para representar melhor a fluidez das características do TDAH conforme os indivíduos envelhecem.

## Três apresentações
- Apresentação Predominantemente Desatenta (TDAH-I)
- Apresentação Predominantemente Hiperativo-Impulsiva (TDAH-HI)
- Apresentação Combinada (TDAH-C)

A manifestação e a gravidade dos sintomas do TDAH são bastante diversas e variam entre os indivíduos. Os sintomas hiperativos, especificamente, tendem a diminuir a partir da adolescência. A desatenção é a apresentação mais comum no TDAH adulto, manifestando-se como dificuldade em iniciar e concluir tarefas, esquecimento, dificuldade de concentração, desorganização e atrasos persistentes. A apresentação combinada reúne hiperatividade, desatenção e impulsividade.
O TDAH só pode ser diagnosticado por um clínico licenciado. O diagnóstico é realizado clinicamente, por meio de uma entrevista abrangente e estruturada com o objetivo de obter um histórico completo dos sintomas atuais e dos da infância, bem como do impacto negativo desses sintomas no funcionamento diário. Deve ser obtido também um histórico médico completo, pois as taxas de condições coexistentes (comorbidades) com o TDAH são elevadas. Informações suplementares obtidas de pessoas próximas ao indivíduo (por exemplo, pais, irmãos, cônjuge, colegas) podem ajudar a confirmar o diagnóstico.
O TDAH é uma condição fortemente influenciada geneticamente, o que significa que costuma ocorrer em famílias. Indivíduos com um parente de primeiro grau com TDAH demonstram risco 4 a 5 vezes maior do que a taxa na população geral e têm prevalência de cerca de 20%. A taxa de hereditariedade do transtorno é estimada em cerca de 76% entre crianças e adolescentes e entre 70% e 80% entre adultos. As causas exatas do TDAH ainda não são totalmente compreendidas, mas fatores biológicos não genéticos (por exemplo, baixo peso ao nascer, eventos durante a gravidez) e fatores ambientais também são considerados relevantes para o seu desenvolvimento.
O manejo eficaz do TDAH geralmente requer uma combinação de psicoeducação (ensinar os afetados sobre o TDAH e sua apresentação e efeitos), intervenções comportamentais (por exemplo, terapia cognitivo-comportamental), farmacoterapia (tratamento com medicação) e orientação especializada para o TDAH. Os psicostimulantes, ou simplesmente estimulantes, são considerados a medicação de primeira linha para o tratamento do TDAH; particularmente em adultos, anfetaminas (por exemplo, dexanfetamina) são consideradas as mais eficazes.

## Classificação

### Apresentações do TDAH
O Manual Diagnóstico e Estatístico de Transtornos Mentais, 5ª edição (DSM-5) categoriza o TDAH em três apresentações:
1. Apresentação Predominantemente Desatenta (TDAH-I)
  - Atende aos critérios para desatenção, mas não para hiperatividade-impulsividade
2. Apresentação Predominantemente Hiperativo-Impulsiva (TDAH-HI)
  - Atende aos critérios para hiperatividade-impulsividade, mas não para desatenção
3. Apresentação Combinada (TDAH-C)
  - Atende aos critérios para as apresentações desatenta e hiperativo-impulsiva

O TDAH-I é a apresentação mais comum entre adultos, com 45% dos indivíduos diagnosticados apresentando essa forma. Enquanto isso, 34% dos adultos apresentam a forma combinada (TDAH-C) e 21% a forma predominantemente hiperativo-impulsiva (TDAH-HI).

### Critérios diagnósticos
O DSM-5 lista 18 sintomas possíveis que uma pessoa pode apresentar e que seriam compatíveis com um diagnóstico de TDAH, divididos em nove sintomas de desatenção e nove de hiperatividade-impulsividade. Adolescentes mais velhos e adultos (a partir dos 17 anos) precisam demonstrar apenas cinco sintomas em qualquer uma das apresentações para atender aos critérios diagnósticos, diferindo dos seis sintomas requeridos para crianças.
Conforme as atualizações do DSM-5 publicadas em 2013, os demais critérios necessários para o diagnóstico de TDAH em adultos são:
- Os sintomas estão presentes por pelo menos 6 meses consecutivos
- Os sintomas são incompatíveis com o nível de desenvolvimento do indivíduo
- Vários sintomas tiveram início antes dos 12 anos
- Vários sintomas se manifestam em dois ou mais ambientes (por exemplo, em casa, na escola, ou no trabalho)
- Os sintomas atrapalham ou diminuem o desempenho social, acadêmico e ocupacional
- Os sintomas não podem ser melhor explicados por outro transtorno psiquiátrico

## Sinais e sintomas
O TDAH é uma condição crônica, que tem início na infância precoce e pode persistir ao longo da vida. Estima-se que 33–66% das crianças diagnosticadas com TDAH continuem apresentando sintomas significativos na idade adulta, impactando a educação, o emprego e os relacionamentos interpessoais.
Indivíduos com TDAH apresentam deficiências em autorregulação e automotivação, o que gera características problemáticas como distração, procrastination e desorganização. Geralmente, são vistos como caóticos e tendem a necessitar de alta estimulação para se manterem focados e funcionarem bem. Contudo, o potencial de aprendizagem e a inteligência global de um adulto com TDAH não diferem dos de adultos sem o transtorno.
Enquanto professores e cuidadores de crianças estão geralmente atentos aos sintomas do TDAH, empregadores e outros que lidam com adultos tendem a não reconhecer tais comportamentos como sintomas, em parte porque os sintomas se modificam com a maturidade; adultos com TDAH raramente exibem comportamentos hiperativos evidentes, relatando em vez disso atividade mental constante e inquietação interna.
Os sintomas do TDAH podem variar amplamente entre indivíduos e ao longo do tempo. Com o avanço na compreensão da neurobiologia do TDAH, tornou-se evidente que as dificuldades associadas ao transtorno se devem a problemas nas regiões cerebrais responsáveis pelas funções executivas, resultando em dificuldades para manter a atenção, planejamento, organização, priorização, gestão do tempo, controle de impulsos e tomada de decisão.
Essas dificuldades podem variar de moderadas a extremas, levando à incapacidade de estruturar a vida, planejar tarefas diárias ou agir de forma adequada, mesmo quando se tem consciência das possíveis consequências, o que pode resultar em baixo desempenho escolar e profissional, além de registros de direção deficientes em jovens adultos.
Com o acúmulo de problemas, desenvolve-se uma autoimagem negativa e um círculo vicioso de fracasso. Até 80% dos adultos podem apresentar algum grau de comorbidade psiquiátrica, como depressão ou ansiedade. Muitos indivíduos com TDAH também apresentam dificuldades de aprendizagem, como dislexia, o que agrava suas dificuldades.
Estudos demonstram que adultos com TDAH frequentemente vivenciam auto-estigma e depressão na infância, geralmente decorrentes de sentimentos de negligência e de serem diferentes dos colegas, o que pode contribuir para altos níveis de depressão e abuso de substâncias, além de problemas de relacionamento na vida adulta.
A desregulação emocional, definida como a incapacidade de gerir adequadamente as próprias emoções – evidenciada por baixa tolerância à frustração, irritabilidade, explosões emocionais e labilidade emocional – é considerada um sintoma-chave do TDAH em todas as faixas etárias, permanecendo mais persistente na idade adulta mesmo quando outros sintomas tendem a melhorar. Apesar do reconhecimento crescente da desregulação emocional como sintoma proeminente do TDAH, especialmente em adultos, o DSM-5 não a inclui como sintoma central para o diagnóstico, embora a liste como "característica associada".
| Tipo desatento (TDAH-I) | Tipo hiperativo/impulsivo (TDAH-HI) |
| --- | --- |
| Em crianças: - Esquecimento nas atividades diárias - Facilmente distraída por estímulos externos - Perda de itens importantes (ex.: lápis, dever de casa, brinquedos, etc.) - Está sempre em busca de atenção, porém - Não ouve e não responde quando o nome é chamado - Incapaz de focar nas tarefas, com dificuldade em manter a atenção - Evita ou desgosta de tarefas que exigem esforço mental prolongado - Comete erros por descuido devido à falta de atenção aos detalhes - Dificuldade em organizar tarefas e atividades - Não cumpre instruções complexas (ex.: dever de casa, tarefas domésticas) | Em crianças: - Agitação com movimentos das mãos e/ou pés - Incapacidade de permanecer sentado - Dificuldade em brincar silenciosamente ou se engajar em atividades de lazer - Fala excessivamente - Corre e escala de forma excessiva - Está sempre em movimento, como se “impulsionado por um motor” - Dificuldade em esperar a sua vez - Responde impulsivamente - Interfere e interrompe conversas |
| Em adultos: - Evita tarefas ou trabalhos que exigem concentração - Procrastinação - Dificuldade em iniciar tarefas - Dificuldade em organizar os detalhes necessários para uma tarefa - Dificuldade em recordar esses detalhes - Dificuldade em realizar multitarefas - Má gestão do tempo, com perda da noção temporal - Indecisão e dúvidas - Hesitação na execução - Dificuldade em perseverar e concluir tarefas - Demora na transição da concentração de uma tarefa para outra | Em adultos: - Agitação ou batidas com as mãos e inquietação na cadeira - Dificuldade em permanecer sentado - Inquietação extrema - Fala excessiva - Interrupção ou intromissão nas conversas - Dificuldade em esperar a sua vez - Dificuldade em se engajar em atividades silenciosas - Respostas precipitadas, antes que as perguntas sejam concluídas                                               |

## Diagnóstico

### Triagem para TDAH em adultos
O TDAH só pode ser diagnosticado por um clínico licenciado, sendo o primeiro passo a realização de uma triagem com ferramentas validadas para detectar o TDAH em adultos. A Escala de Autoavaliação para TDAH em Adultos (ASRS) é uma ferramenta de triagem validada, reconhecida pela Organização Mundial da Saúde, com sensibilidade e especificidade de 91,4% e 96,0%, respectivamente. A triagem pode orientar a tomada de decisão clínica para os métodos adequados de diagnóstico e tratamento, prevenir desfechos negativos e reduzir os custos médicos decorrentes do subdiagnóstico. Indivíduos que devem ser triados para TDAH incluem adultos com histórico crônico de comportamentos compatíveis com desatenção, hiperatividade, impulsividade, inquietação e instabilidade emocional, iniciados na infância ou no início da adolescência. Devido à alta hereditariedade, adultos com um parente de primeiro grau com TDAH também devem ser triados. Outros grupos de risco elevado para triagem incluem adultos com histórico de transtornos mentais crônicos (como ansiedade, depressão, transtorno bipolar), aqueles inseridos no sistema de justiça criminal ou com histórico de problemas comportamentais, e adultos com múltiplas doenças físicas.

### Diagnóstico do TDAH em adultos
Se a triagem for positiva, o diagnóstico é realizado por meio de uma entrevista clínica abrangente e sistemática, com o objetivo de obter um histórico completo dos sintomas atuais e de como eles prejudicam o desempenho nas atividades diárias, bem como um histórico dos sintomas na infância. Sempre que possível, devem ser obtidas informações suplementares de pessoas próximas (pais, irmãos, parceiros, colegas) sobre a manifestação dos sintomas e os prejuízos em diferentes contextos. Esses informantes adicionais auxiliam o clínico, já que adultos podem não recordar com precisão os sintomas da infância e tendem a relatar de forma imprecisa a gravidade dos sintomas atuais, seja por má autoconsciência ou pelo desenvolvimento de mecanismos de compensação ao longo da vida para lidar com o TDAH não diagnosticado. Além de identificar os sintomas atuais, a entrevista clínica deve avaliar a presença de transtornos médicos e psiquiátricos coexistentes, pois há sobreposição significativa de sintomas entre o TDAH e outras condições.
O TDAH não pode ser diagnosticado apenas por escalas de avaliação de sintomas, testes neuropsicológicos ou por imagem cerebral isoladamente; essas ferramentas servem para triagem, suporte ao diagnóstico e quantificação da gravidade e do prejuízo funcional dos sintomas.

#### Ferramentas de triagem
- Adult ADHD Self-Report Scale (ASRS)[13]
- Wender Utah Rating Scale

#### Ferramentas diagnósticas
- Entrevista Diagnóstica para TDAH em Adultos, terceira edição (DIVA-5)[14][30]
  - DIVA-5-ID (versão adaptada para pessoas com deficiência intelectual)[13][30]
- ACE+ (entrevista diagnóstica semiestruturada para avaliar o TDAH em adultos, maiores de 16 anos)[13]
- Entrevista Diagnóstica Conners para TDAH em Adultos para o DSM-IV (CAADID)[13][14]
- Escala Clínica Diagnóstica do TDAH em Adultos (ACDS v1.2)[14]
- Tarefa de desempenho contínuo (CPTs) – testes cognitivos de atenção e função executiva[31]

### Barreiras para o diagnóstico do TDAH em adultos
Adultos enfrentam diversas dificuldades para obter o diagnóstico do TDAH. Muitas vezes, esse diagnóstico é negligenciado no ambiente clínico devido ao conhecimento insuficiente dos profissionais sobre o TDAH em adultos. Essa lacuna pode levar alguns clínicos a evitarem o diagnóstico, temendo um erro diagnóstico, não se sentirem confortáveis para prescrever estimulantes ou recearem agravar condições coexistentes dos pacientes. Ademais, os profissionais frequentemente ignoram os sintomas do TDAH ou não o consideram em adultos devido à sobreposição dos sintomas com outros transtornos psiquiátricos, como transtornos de ansiedade, transtornos do humor, transtornos do uso de substâncias e transtornos de personalidade. Os sintomas de outros transtornos podem mascarar os do TDAH, levando os clínicos a priorizarem esses outros diagnósticos. Além disso, as altas taxas de comorbidade do TDAH com esses transtornos na idade adulta podem direcionar a avaliação para eles, e o estigma associado ao TDAH faz com que muitos adultos evitem procurar tratamento.
Outra barreira ocorre entre adultos altamente inteligentes ou de alto funcionamento, que podem desenvolver habilidades compensatórias precocemente, mascarando os sintomas mais evidentes do TDAH; assim, quando buscam tratamento, podem não demonstrar o nível de disfunção típico do transtorno.
O diagnóstico também pode ser adiado devido à falta de consenso universal sobre os critérios diagnósticos para adultos e à baixa adesão dos médicos de atenção primária e profissionais de saúde mental às recomendações atuais.

## TDAH em homens adultos
A apresentação mais comum do TDAH na idade adulta é a predominantemente desatenta (TDAH-I). Homens apresentam maior resolução dos sintomas na idade adulta. Homens adultos com TDAH têm taxas maiores de encarceramento do que homens sem o transtorno, e em comparação com mulheres adultas com TDAH, a taxa de encarceramento é de 31,2% para homens versus 22,1% para mulheres.
Homens com TDAH, sejam crianças ou adultos, exibem taxas mais elevadas de transtornos externalizantes ou comportamentos agressivos, disruptivos e desrespeito às regras, o que os torna mais propensos a serem encaminhados para tratamento. Além disso, homens adultos com TDAH têm maior probabilidade de apresentar comportamentos antissociais associados ao transtorno de personalidade antissocial. Adultos com TDAH são mais propensos a dirigir de forma imprudente e a ter acidentes mais frequentes e graves; alguns estudos indicam que essa frequência é maior em homens adultos com TDAH do que em mulheres.
Outros efeitos do TDAH em adultos incluem incidência maior de multas de trânsito, faltas ao trabalho e acidentes. De acordo com um estudo de 2016, homens adultos com TDAH podem se concentrar melhor em tarefas mentais após a realização de algum esforço físico; entretanto, a melhora do humor é temporária, retornando rapidamente aos níveis pré-exercício.

## TDAH em mulheres adultas

### Sintomatologia
Evidências crescentes indicam que mulheres com TDAH apresentam sintomas diferentes daqueles tipicamente observados em homens. Enquanto os homens costumam manifestar comportamentos disruptivos clássicos, especialmente na infância, as mulheres tendem a exibir comportamentos mais sutis de hiperatividade-impulsividade e/ou se enquadrar na apresentação desatenta, o que frequentemente resulta em diagnóstico tardio. Ressalta-se que, apesar da variação na gravidade e apresentação dos sintomas, a forma hiperativo-impulsiva é a mais comum em pré-escolares de ambos os sexos; contudo, é importante que os clínicos saibam que, assim como os homens, as mulheres também podem apresentar tanto desatenção quanto hiperatividade-impulsividade.
A impulsividade em mulheres com TDAH frequentemente se manifesta por meio de fala excessiva, respostas precipitadas, interrupções e fidgeting. Em mulheres, a desatenção tende a se manifestar como susceptibilidade à distração, desorganização, sensação de sobrecarga, esquecimento, falta de esforço ou motivação e dificuldade em aceitar críticas construtivas no ambiente profissional. Mulheres com TDAH também apresentam maior frequência de transtornos internalizantes (isto é, transtornos do humor) do que homens. Sintomas notáveis em mulheres adultas incluem baixa autoestima, que pode levar à automutilação, maior dificuldade em manter relacionamentos e risco aumentado de ansiedade e/ou transtornos do humor. Além disso, desde a infância, mulheres têm maior tendência a desenvolver estratégias compensatórias que podem mascarar os sintomas primários do TDAH, devido às pressões sociais de papéis de gênero que incentivam as meninas a serem menos disruptivas.

### Prevalência
A apresentação mais comum do TDAH na idade adulta é a predominantemente desatenta (TDAH-I). Essa forma é também a mais frequente em meninas durante a infância, e os sintomas de desatenção tendem a persistir na idade adulta com mais frequência do que os sintomas hiperativo-impulsivos observados comumente em meninos, o que resulta em uma maior prevalência de TDAH "persistente ao longo da vida" em mulheres, explicando a diminuição da razão de diagnóstico entre homens e mulheres da infância para a idade adulta. Outra explicação possível para essa mudança é que o diagnóstico em adultos depende mais do auto-relato do que dos relatos de pais ou professores; mulheres adultas têm maior probabilidade de relatar problemas e buscar tratamento, estreitando a diferença de prevalência entre os sexos.

## Fisiopatologia
Nas últimas três décadas, a pesquisa sobre o TDAH aumentou significativamente. Não há uma teoria única que explique as causas do TDAH; fatores genéticos são considerados importantes e fatores ambientais e biológicos não genéticos (como baixo peso ao nascer ou eventos durante a gravidez) também podem influenciar a manifestação dos sintomas.
Torna-se cada vez mais aceito que indivíduos com TDAH apresentam dificuldades com as "funções executivas". Em humanos, essas funções são atribuídas aos lobos frontais, responsáveis por relembrar tarefas, organizar atividades, avaliar consequências, priorizar pensamentos e ações, monitorar o tempo, estar ciente das interações com o ambiente, manter o foco diante de estímulos concorrentes e adaptar-se a mudanças.
Diversos estudos, utilizando técnicas de imagem estrutural e funcional, medicamentos estimulantes e intervenções psicológicas, identificaram alterações nas vias dopaminérgicas e adrenérgicas em indivíduos com TDAH, especialmente nas áreas do córtex pré-frontal. Dopamina e noradrenalina são neurotransmissores fundamentais para o funcionamento cerebral, e os transportadores responsáveis pela sua captação removem esses mensageiros da sinapse mais rapidamente em indivíduos com TDAH, o que pode aumentar a latência de processamento e a salience e reduzir a memória de trabalho.

## Tratamento
Como primeiro passo, adultos com TDAH devem receber psicoeducação sobre o transtorno para compreenderem seu diagnóstico. Isso é fundamental para que possam tomar decisões informadas sobre o tratamento e obter benefícios adicionais, como a melhoria nas relações interpessoais. Geralmente, o tratamento inicia com medicação voltada aos sintomas do TDAH e às condições comórbidas presentes; porém, a medicação isolada, embora eficaz na correção dos sintomas fisiológicos, não supre a carência de habilidades que muitos adultos desenvolvem para compensar os efeitos do TDAH (por exemplo, a medicação pode restaurar a capacidade de concentração, mas não habilidades como organizar, priorizar ou comunicar-se eficazmente, que demandam tempo para serem aprendidas). O tratamento sugerido para adultos envolve uma abordagem combinada de intervenções psicossociais (comportamentais ou cognitivas), medicação, intervenções vocacionais e suporte contínuo.

### Medicações
As medicações para o tratamento do TDAH incluem psicostimulantes e medicações não-estimulantes, cuja disponibilidade e diretrizes variam conforme o país.

#### Estimulantes
Estimulantes possuem efeitos de moderados a altos, com maior eficácia média do que as medicações não-estimulantes. Uma meta-análise de 113 ensaios clínicos randomizados, publicada em 2025, demonstrou que os estimulantes melhoram significativamente os sintomas centrais do TDAH em adultos ao longo de três meses, apresentando boa aceitabilidade em comparação com outras intervenções. Para adultos, anfetaminas são particularmente eficazes e, juntamente com metilfenidato, apresentam menos efeitos adversos. Apesar de haver debate sobre o uso de estimulantes em adultos com transtorno do uso de substâncias, a Declaração de Consenso Europeu Atualizada sobre o diagnóstico e tratamento do TDAH em adultos (2019) aponta que "em pacientes com TUS, o tratamento do TDAH com estimulantes pode ser útil para reduzir os sintomas sem agravar o TUS e não deve ser evitado".
Anfetamina e seus derivados, que são os estimulantes prototípicos, estão disponíveis em formulações de ação imediata e prolongada. As anfetaminas atuam por múltiplos mecanismos, como inibição da recaptação, deslocamento de neurotransmissores dos vesículos, reversão dos transportadores e inibição reversível da MAO, aumentando ativamente a liberação desses mensageiros na fenda sináptica. A curto prazo, o metilfenidato, um estimulante derivado de benzilpiperidina e fenetilamina, é bem tolerado. Segundo uma revisão de 2008, estudos de longo prazo em adultos não haviam sido realizados, embora não tenham sido relatados efeitos colaterais graves.
No Reino Unido, diretrizes clínicas recomendam o uso de psicostimulantes como tratamento de primeira linha. Para pessoas que não podem ser tratadas com estimulantes devido a TUS ou outras contraindicações, atomoxetina é a primeira opção recomendada no Reino Unido. No Canadá, as diretrizes sugerem o uso de metilfenidato ou lisdexanfetamina como tratamento inicial, sendo as medicações não-estimulantes geralmente a segunda linha.

#### Medicações não-estimulantes
A medicação não-estimulante atomoxetina (Strattera) pode ser eficaz no tratamento do TDAH em adultos. Embora sua meia-vida seja semelhante à dos estimulantes, ela apresenta início retardado dos efeitos terapêuticos, similar aos antidepressivos, e, ao contrário dos estimulantes, não possui potencial aditivo. É particularmente eficaz para indivíduos com a forma predominantemente desatenta, pois atua como inibidor de recaptação de noradrenalina. Geralmente, é prescrita para adultos que não toleram os efeitos colaterais das anfetaminas ou do metilfenidato, e é aprovada pela Food and Drug Administration dos EUA. Um efeito colateral raro, mas potencialmente grave, é o dano hepático e o aumento da ideação suicida. Reboxetina, também um inibidor seletivo de noradrenalina, pode ser usada off-label como alternativa à atomoxetina.
Viloxazina, outro inibidor seletivo de noradrenalina, foi aprovado pela FDA para o tratamento do TDAH em crianças, adolescentes e adultos.
Bupropiona e desipramina são antidepressivos que demonstraram alguma eficácia no manejo do TDAH, principalmente quando há depressão maior comórbida, embora apresentem efeitos menores.

### Psicoterapia
A psicoterapia, incluindo a terapia comportamental, pode ajudar adultos com TDAH a monitorar seu comportamento e desenvolver habilidades para melhorar a organização e a eficiência nas tarefas diárias. Pesquisas indicam que, associada à medicação, a terapia cognitivo-comportamental pode reduzir as deficiências sintomáticas no TDAH adulto.

## Epidemiologia
Embora tradicionalmente visto como um transtorno infantil que desaparece com o tempo, estudos mostram que o TDAH frequentemente persiste da infância para a idade adulta. Cerca de 40–60% dos indivíduos diagnosticados na infância continuam a apresentar alguns sintomas na idade adulta, e aproximadamente 15% mantêm os critérios diagnósticos completos. Uma revisão abrangente das taxas de prevalência mundial do TDAH na infância, publicada em 2023, encontrou uma prevalência combinada de 8,0% em crianças globalmente. Essa revisão também apontou prevalência combinada global de 10% em meninos e 5% em meninas. Embora a razão de diagnóstico entre meninos e meninas seja de cerca de 2,3:1 na infância, essa razão se aproxima de 1,5:1 ou menos na idade adulta, refletindo o subdiagnóstico de TDAH em meninas na infância.
Devido à diminuição dos sintomas com a idade, a prevalência do TDAH em adultos é inferior à observada em crianças. Uma meta-análise global publicada em 2021 estimou uma prevalência coletiva de TDAH persistente em adultos de 2,58% em 2020. O TDAH persistente em adultos é definido como o atendimento aos critérios diagnósticos na idade adulta, com confirmação dos sintomas na infância, em contraste com o TDAH sintomático, que não exige o diagnóstico infantil e apresenta prevalência combinada estimada de 6,76% em 2020. Ao comparar regiões do Banco Mundial, a prevalência do TDAH persistente em adultos é significativamente menor em países de alta renda (3,25%) do que em países de baixa e média renda (8,00%). Estudos mostram que essa prevalência diminui com o aumento da idade, em consonância com a tendência de redução dos sintomas.
| Faixa etária (em anos) | Prevalência (%) |
| ---------------------- | --------------- |
| 18–24                  | 5,05            |
| 25–29                  | 4,00            |
| 30–34                  | 3,29            |
| 35–39                  | 2,70            |
| 40–44                  | 2,22            |
| 45–49                  | 1,82            |
| 50–54                  | 1,49            |
| 55–59                  | 1,22            |
| 60+                    | 0,77            |

Outra meta-análise, publicada em 2020, examinou especificamente a prevalência do TDAH em adultos mais velhos (45 anos ou mais). Essa análise estimou a prevalência em adultos mais velhos com base em três métodos: diagnóstico por pesquisa (usando escalas validadas pelo DSM), diagnóstico clínico (por entrevista clínica conforme os critérios do DSM ou CID) e tratamento. A prevalência combinada pelo método de pesquisa foi de 2,18%, condizente com a redução dos sintomas com a idade, enquanto o diagnóstico clínico indicou 0,23%. A discrepância pode ser explicada por uma possível superestimação das escalas ou subdiagnóstico pelos clínicos. Por fim, a prevalência de tratamento em adultos mais velhos foi estimada em 0,09%, menos da metade da prevalência do diagnóstico clínico.

## História
Os primeiros estudos sobre transtornos da atenção foram realizados por Alexander Crichton em 1798, que descreveu uma “inquietação mental”. A condição passou a ser reconhecida no início do século XX por Sir George Still. A eficácia das medicações sobre os sintomas foi descoberta na década de 1930, com pesquisas subsequentes ao longo do século XX. O estudo do TDAH em adultos iniciou-se na década de 1990 e intensificou-se com o crescente interesse mundial pela condição.
Na década de 1970, passou a ser percebido que o TDAH não desaparecia necessariamente na adolescência, como se acreditava. A expansão da definição do transtorno, passando a focar na desatenção em vez da hiperatividade, permitiu reconhecer que ele não se restringe apenas à infância. Na mesma época, alguns sintomas também foram observados em muitos pais das crianças em tratamento, sugerindo fatores biológicos na herança do TDAH.

## Sociedade e cultura
Tanto em crianças quanto em adultos, o TDAH é reconhecido como uma deficiência que pode ser considerada incapacitante segundo as leis federais dos EUA de não discriminação por deficiência, como a Rehabilitation Act of 1973 e a Americans With Disabilities Act (ADA, revisão de 2008), caso o transtorno limite substancialmente uma ou mais atividades essenciais da vida do indivíduo. Para aqueles cujo TDAH configura uma deficiência, empregadores devem fornecer acomodações razoáveis, e instituições educacionais devem realizar ajustes ou modificações acadêmicas apropriadas para melhorar a eficiência e produtividade.
Em um estudo de 2004, estimou-se que adultos com TDAH ganhavam, em média, US$10.791 a menos por ano do que seus pares com ensino médio completo e US$4.334 a menos do que aqueles com formação universitária, resultando em uma perda de produtividade superior a US$77 bilhões nos EUA.

## Controvérsias
As controvérsias sobre o TDAH incluem dúvidas sobre sua existência, causas, métodos de diagnóstico e tratamento – como o uso de estimulantes em crianças –, possível superdiagnóstico, diagnóstico equivocado que pode levar ao subtratamento da doença subjacente, alegadas práticas hegemonizadoras da American Psychiatric Association e estereótipos negativos acerca de crianças diagnosticadas. Tais controvérsias cercam o tema desde pelo menos a década de 1970.

## References
1. ↑  Faraone, Stephen V.; Banaschewski, Tobias; Coghill, David; Zheng, Yi; Biederman, Joseph; Bellgrove, Mark A.; Newcorn, Jeffrey H.; Gignac, Martin; Al Saud, Nouf M.; Manor, Iris; Rohde, Luis Augusto; Yang, Li; Cortese, Samuele; Almagor, Doron; Stein, Mark A. (1 de setembro de 2021). «The World Federation of ADHD International Consensus Statement: 208 Evidence-based conclusions about the disorder». Neuroscience & Biobehavioral Reviews. 128: 789–818. ISSN 0149-7634. PMC 8328933. PMID 33549739. doi:10.1016/j.neubiorev.2021.01.022
2. 1 2 3 4 5 6  Taylor LE, Kaplan-Kahn EA, Lighthall RA, Antshel KM (agosto de 2022). «Adult-Onset ADHD: A Critical Analysis and Alternative Explanations». Child Psychiatry and Human Development. 53 (4): 635–653. PMID 33738692. doi:10.1007/s10578-021-01159-w
3. 1 2 3 4 5 6 7 8 9 10 11 12  Diagnostic and statistical manual of mental disorders: DSM-5 5th ed. Washington: American psychiatric association. 2013. ISBN 978-0-89042-554-1
4. 1 2 3 4 5 6 7 8 9  Song P, Zha M, Yang Q, Zhang Y, Li X, Rudan I (fevereiro de 2021). «The prevalence of adult attention-deficit hyperactivity disorder: A global systematic review and meta-analysis». Journal of Global Health. 11. 04009 páginas. PMC 7916320. PMID 33692893. doi:10.7189/jogh.11.04009
5. ↑  Soler-Gutiérrez AM, Pérez-González JC, Mayas J (6 de janeiro de 2023).  Tachibana Y, ed. «Evidence of emotion dysregulation as a core symptom of adult ADHD: A systematic review». PLOS ONE. 18 (1): e0280131. Bibcode:2023PLoSO..1880131S. PMC 9821724. PMID 36608036. doi:10.1371/journal.pone.0280131
6. 1 2 3 4 5 6 7 8  Posner J, Polanczyk GV, Sonuga-Barke E (fevereiro de 2020). «Attention-deficit hyperactivity disorder». Lancet. 395 (10222): 450–462. PMC 7880081. PMID 31982036. doi:10.1016/S0140-6736(19)33004-1
7. 1 2 3 4 5 6 7 8 9 10 11 12 13 14 15 16 17  Young S, Adamo N, Ásgeirsdóttir BB, Branney P, Beckett M, Colley W,  et al. (agosto de 2020). «Females with ADHD: An expert consensus statement taking a lifespan approach providing guidance for the identification and treatment of attention-deficit/ hyperactivity disorder in girls and women». BMC Psychiatry. 20 (1). 404 páginas. PMC 7422602. PMID 32787804. doi:10.1186/s12888-020-02707-9
8. 1 2 3  Hartman CA, Larsson H, Vos M, Bellato A, Libutzki B, Solberg BS,  et al. (agosto de 2023). «Anxiety, mood, and substance use disorders in adult men and women with and without attention-deficit/hyperactivity disorder: A substantive and methodological overview». Neuroscience and Biobehavioral Reviews. 151. 105209 páginas. PMID 37149075 Verifique |pmid= (ajuda). doi:10.1016/j.neubiorev.2023.105209. hdl:11250/3071178
9. 1 2 3 4 5  Attoe DE, Climie EA (maio de 2023). «Miss. Diagnosis: A Systematic Review of ADHD in Adult Women». Journal of Attention Disorders. 27 (7): 645–657. PMC 10173330 Verifique |pmc= (ajuda). PMID 36995125 Verifique |pmid= (ajuda). doi:10.1177/10870547231161533
10. 1 2 3 4 5 6 7 8 9 10 11 12  Hackett A, Joseph R, Robinson K, Welsh J, Nicholas J, Schmidt E (agosto de 2020). «Adult attention-deficit/hyperactivity disorder in the ambulatory care setting». JAAPA (em inglês). 33 (8): 12–16. PMID 32740107. doi:10.1097/01.JAA.0000684108.89007.52
11. ↑  «Understanding the Intricacies of Adult ADHD | Seattle Neurocounseling». seattleneurocounseling.com (em inglês). 29 de janeiro de 2024. Consultado em 14 de maio de 2024
12. 1 2 3 4 5 6 7 8  Faraone SV, Banaschewski T, Coghill D, Zheng Y, Biederman J, Bellgrove MA,  et al. (setembro de 2021). «The World Federation of ADHD International Consensus Statement: 208 Evidence-based conclusions about the disorder». Neuroscience and Biobehavioral Reviews. 128: 789–818. PMC 8328933. PMID 33549739. doi:10.1016/j.neubiorev.2021.01.022
13. 1 2 3 4 5 6 7 8 9 10 11 12 13 14 15 16 17 18 19 20 21 22 23 24  Kooij JJ, Bijlenga D, Salerno L, Jaeschke R, Bitter I, Balázs J,  et al. (fevereiro de 2019). «Updated European Consensus Statement on diagnosis and treatment of adult ADHD». European Psychiatry. 56 (1): 14–34. PMID 30453134. doi:10.1016/j.eurpsy.2018.11.001. hdl:10651/51910
14. 1 2 3 4 5 6 7 8 9  Anbarasan D, Kitchin M, Adler LA (outubro de 2020). «Screening for Adult ADHD». Current Psychiatry Reports. 22 (12). 72 páginas. PMID 33095375. doi:10.1007/s11920-020-01194-9
15. 1 2 3 4 5 6 7 8 9 10  Hinshaw SP, Nguyen PT, O'Grady SM, Rosenthal EA (abril de 2022). «Annual Research Review: Attention-deficit/hyperactivity disorder in girls and women: underrepresentation, longitudinal processes, and key directions». Journal of Child Psychology and Psychiatry, and Allied Disciplines. 63 (4): 484–496. PMID 34231220. doi:10.1111/jcpp.13480
16. 1 2 3 4  LeRoy A, Jacova C, Young C (agosto de 2019). «Neuropsychological Performance Patterns of Adult ADHD Subtypes». Journal of Attention Disorders. 23 (10): 1136–1147. PMID 29771179. doi:10.1177/1087054718773927
17. 1 2  Gentile JP, Atiq R, Gillig PM (agosto de 2006). «Adult ADHD: Diagnosis, Differential Diagnosis, and Medication Management». Psychiatry. 3 (8): 25–30. PMC 2957278. PMID 20963192
18. ↑  Valdizán Usón, José Ramón; Izaguerri Gracia, Ana Cristina (2009). «Trastorno por déficit de atención/hiperactividad en adultos» [Attention deficit hyperactivity disorder in adults]. Revista de Neurología (em espanhol). 48 (S02): 95–99. PMID 19280582. doi:10.33588/rn.48S02.2009017
19. ↑  Hollis, Chris (2018). «ADHD and transitions to adult mental health services». In:  Banaschewski, Tobias; Coghill, David; Zuddas, Alessandro. Oxford Textbook of Attention Deficit Hyperactivity Disorder. [S.l.: s.n.] pp. 402–407. ISBN 978-0-19-873925-8. doi:10.1093/med/9780198739258.003.0043
20. 1 2  Kooij SJ, Bejerot S, Blackwell A, Caci H, Casas-Brugué M, Carpentier PJ,  et al. (setembro de 2010). «European consensus statement on diagnosis and treatment of adult ADHD: The European Network Adult ADHD». BMC Psychiatry. 10. 67 páginas. PMC 2942810. PMID 20815868. doi:10.1186/1471-244X-10-67
21. ↑  Kieling, Renata; Rohde, Luis A. (2010). «ADHD in Children and Adults: Diagnosis and Prognosis». Behavioral Neuroscience of Attention Deficit Hyperactivity Disorder and Its Treatment. Col: Current Topics in Behavioral Neurosciences. 9. [S.l.: s.n.] pp. 1–16. ISBN 978-3-642-24611-1. PMID 21499858. doi:10.1007/7854_2010_115
22. 1 2  Katragadda S, Schubiner H (junho de 2007). «ADHD in children, adolescents, and adults». Primary Care. 34 (2): 317–41; abstract viii. PMID 17666230. doi:10.1016/j.pop.2007.04.012
23. ↑  Eden GF, Vaidya CJ (dezembro de 2008). «ADHD and developmental dyslexia: two pathways leading to impaired learning». Annals of the New York Academy of Sciences. 1145: 316–327. PMID 19076406. doi:10.1196/annals.1416.022
24. ↑  McKeague L, Hennessy E, O'Driscoll C, Heary C (junho de 2015). «Retrospective accounts of self-stigma experienced by young people with attention-deficit/hyperactivity disorder (ADHD) or depression». Psychiatric Rehabilitation Journal. 38 (2): 158–163. PMID 25799297. doi:10.1037/prj0000121
25. ↑  Derrer D (n.d.). «Conditions Similar to ADHD». WebMD. Consultado em 16 de outubro de 2015
26. 1 2  Beheshti A, Chavanon ML, Christiansen H (março de 2020). «Emotion dysregulation in adults with Attention Deficit Hyperactivity Disorder: a meta-analysis». BMC Psychiatry. 20 (1). 120 páginas. PMC 7069054. PMID 32164655. doi:10.1186/s12888-020-2442-7
27. 1 2  «NIMH » Could I Have Attention-Deficit/Hyperactivity Disorder (ADHD)?». www.nimh.nih.gov. Consultado em 20 de novembro de 2019
28. 1 2  «Diagnosis of ADHD in Adults». CHADD (em inglês). Consultado em 20 de novembro de 2019
29. 1 2  Rajaprakash M, Leppert ML (março de 2022). «Attention-Deficit/Hyperactivity Disorder». Pediatrics in Review. 43 (3): 135–147. PMID 35229109. doi:10.1542/pir.2020-000612
30. 1 2  «DIVA Foundation - DIVA-5 - Use of DIVA-5». www.divacenter.eu. Consultado em 17 de novembro de 2023
31. ↑  Arrondo G, Mulraney M, Iturmendi-Sabater I, Musullulu H, Gambra L, Niculcea T,  et al. (março de 2023). «Systematic Review and Meta-analysis: Clinical Utility of Continuous Performance Tests for the Identification of Attention-Deficit/Hyperactivity Disorder». Journal of the American Academy of Child and Adolescent Psychiatry. 63 (2): 154–171. PMID 37004919 Verifique |pmid= (ajuda). doi:10.1016/j.jaac.2023.03.011
32. ↑  Leffa DT, Caye A, Rohde LA (2022). «ADHD in Children and Adults: Diagnosis and Prognosis». New Discoveries in the Behavioral Neuroscience of Attention-Deficit Hyperactivity Disorder. Col: Current Topics in Behavioral Neurosciences. 57. [S.l.: s.n.] pp. 1–18. ISBN 978-3-031-11801-2. PMID 35397064. doi:10.1007/7854_2022_329
33. 1 2  Fritz KM, O'Connor PJ (junho de 2016). «Acute Exercise Improves Mood and Motivation in Young Men with ADHD Symptoms». Medicine and Science in Sports and Exercise (em inglês). 48 (6): 1153–1160. PMID 26741120. doi:10.1249/MSS.0000000000000864
34. ↑  Hodgkins P, Arnold LE, Shaw M, Caci H, Kahle J, Woods AG, Young S (18 de janeiro de 2012). «A systematic review of global publication trends regarding long-term outcomes of ADHD». Frontiers in Psychiatry. 2. 84 páginas. PMC 3260478. PMID 22279437. doi:10.3389/fpsyt.2011.00084
35. 1 2  Antshel KM, Hargrave TM, Simonescu M, Kaul P, Hendricks K, Faraone SV (junho de 2011). «Advances in understanding and treating ADHD». BMC Medicine. 9. 72 páginas. PMC 3126733. PMID 21658285. doi:10.1186/1741-7015-9-72
36. ↑  Diamond, Adele (7 de julho de 2014). «Executive Functions». Annual Review of Psychology. 64: 135–168. PMC 4084861. PMID 23020641. doi:10.1146/annurev-psych-113011-143750
37. ↑  Madras BK, Miller GM, Fischman AJ (março de 2002). «The dopamine transporter: relevance to attention deficit hyperactivity disorder (ADHD)». Behavioural Brain Research. 130 (1–2): 57–63. PMID 11864718. doi:10.1016/S0166-4328(01)00439-9
38. ↑  Bannon MJ (maio de 2005). «The dopamine transporter: role in neurotoxicity and human disease». Toxicology and Applied Pharmacology. 204 (3): 355–360. Bibcode:2005ToxAP.204..355B. PMID 15845424. doi:10.1016/j.taap.2004.08.013
39. ↑  Kim S, Liu Z, Glizer D, Tannock R, Woltering S (agosto de 2014). «Adult ADHD and working memory: neural evidence of impaired encoding». Clinical Neurophysiology. 125 (8): 1596–1603. PMID 24411642. doi:10.1016/j.clinph.2013.12.094
40. ↑  Missonnier P, Hasler R, Perroud N, Herrmann FR, Millet P, Richiardi J,  et al. (junho de 2013). «EEG anomalies in adult ADHD subjects performing a working memory task». Neuroscience. 241: 135–146. PMID 23518223. doi:10.1016/j.neuroscience.2013.03.011
41. 1 2 3 4 5 6 7 8  Kooij JJ, Bijlenga D, Salerno L, Jaeschke R, Bitter I, Balázs J,  et al. (fevereiro de 2019). «Updated European Consensus Statement on diagnosis and treatment of adult ADHD». European Psychiatry. 56: 14–34. PMID 30453134. doi:10.1016/j.eurpsy.2018.11.001. hdl:10651/51910
42. ↑  Searight HR, Burke JM, Rottnek F (novembro de 2000). «Adult ADHD: evaluation and treatment in family medicine». American Family Physician. 62 (9): 2077–86, 2091–2. PMID 11087189
43. ↑  Faraone SV, Biederman J (setembro de 2002). «Efficacy of Adderall for Attention-Deficit/Hyperactivity Disorder: a meta-analysis». Journal of Attention Disorders. 6 (2): 69–75. PMID 12142863. doi:10.1177/108705470200600203
44. ↑  Elliott J, Johnston A, Husereau D, Kelly SE, Eagles C, Charach A,  et al. (21 de outubro de 2020). «Pharmacologic treatment of attention deficit hyperactivity disorder in adults: A systematic review and network meta-analysis». PLOS ONE. 15 (10): e0240584. Bibcode:2020PLoSO..1540584E. PMC 7577505. PMID 33085721. doi:10.1371/journal.pone.0240584
45. ↑  Ostinelli EG, Schulze M, Zangani C, Farhat LC, Tomlinson A, Del Giovane C, Chamberlain SR, Philipsen A, Young S, Cowen PJ, Bilbow A, Cipriani A, Cortese S (2025). «Comparative efficacy and acceptability of pharmacological, psychological, and neurostimulatory interventions for ADHD in adults: a systematic review and component network meta-analysis». The Lancet. Psychiatry. 12 (1): 32–43. PMID 39701638 Verifique |pmid= (ajuda). doi:10.1016/S2215-0366(24)00360-2. Our findings were based on 113 RCTs, including 14 887 participants, and indicated that stimulants were the only intervention that was supported by evidence of efficacy in the short term (ie, at timepoints closest to 12 weeks) for core symptoms of ADHD in adults (both self-reported and clinician-reported) and was associated with good acceptability (all-cause discontinuation).
46. ↑  Retz W, Retz-Junginger P, Thome J, Rösler M (setembro de 2011). «Pharmacological treatment of adult ADHD in Europe». The World Journal of Biological Psychiatry. 12 (Suppl 1): 89–94. PMID 21906003. doi:10.3109/15622975.2011.603229
47. 1 2  «Canadian ADHD Practice Guidelines». CADDRA (em inglês). Consultado em 24 de outubro de 2020. Arquivado do original em 27 de outubro de 2020
48. 1 2  Godfrey J (março de 2009). «Safety of therapeutic methylphenidate in adults: a systematic review of the evidence». Journal of Psychopharmacology. 23 (2): 194–205. PMID 18515459. doi:10.1177/0269881108089809
49. ↑  Bolea-Alamañac B, Nutt DJ, Adamou M, Asherson P, Bazire S, Coghill D,  et al. (março de 2014). «Evidence-based guidelines for the pharmacological management of attention deficit hyperactivity disorder: update on recommendations from the British Association for Psychopharmacology». Journal of Psychopharmacology. 28 (3): 179–203. PMID 24526134. doi:10.1177/0269881113519509
50. ↑  Simpson D, Plosker GL (2004). «Spotlight on atomoxetine in adults with attention-deficit hyperactivity disorder». CNS Drugs. 18 (6): 397–401. PMID 15089111. doi:10.2165/00023210-200418060-00011
51. ↑  Santosh PJ, Sattar S, Canagaratnam M (setembro de 2011). «Efficacy and tolerability of pharmacotherapies for attention-deficit hyperactivity disorder in adults». CNS Drugs. 25 (9): 737–763. PMID 21870887. doi:10.2165/11593070-000000000-00000
52. ↑  «Qelbree- viloxazine hydrochloride capsule, extended-release». DailyMed
53. ↑  Wilens TE, Morrison NR, Prince J (outubro de 2011). «An update on the pharmacotherapy of attention-deficit/hyperactivity disorder in adults». Expert Review of Neurotherapeutics. 11 (10): 1443–1465. PMC 3229037. PMID 21955201. doi:10.1586/ern.11.137
54. ↑  Verbeeck W, Tuinier S, Bekkering GE (fevereiro de 2009). «Antidepressants in the treatment of adult attention-deficit hyperactivity disorder: a systematic review». Advances in Therapy. 26 (2): 170–184. PMID 19238340. doi:10.1007/s12325-009-0008-7
55. ↑  «NIMH » Attention-Deficit/Hyperactivity Disorder». www.nimh.nih.gov. Consultado em 20 de novembro de 2019
56. ↑  Rösler M, Casas M, Konofal E, Buitelaar J (agosto de 2010). «Attention deficit hyperactivity disorder in adults». The World Journal of Biological Psychiatry. 11 (5): 684–698. PMID 20521876. doi:10.3109/15622975.2010.483249
57. ↑  Knouse LE, Safren SA (setembro de 2010). «Current status of cognitive behavioral therapy for adult attention-deficit hyperactivity disorder». The Psychiatric Clinics of North America. 33 (3): 497–509. PMC 2909688. PMID 20599129. doi:10.1016/j.psc.2010.04.001
58. ↑  Ayano G, Demelash S, Gizachew Y, Tsegay L, Alati R (outubro de 2023). «The global prevalence of attention deficit hyperactivity disorder in children and adolescents: An umbrella review of meta-analyses». Journal of Affective Disorders. 339: 860–866. PMID 37495084 Verifique |pmid= (ajuda). doi:10.1016/j.jad.2023.07.071
59. 1 2 3 4  Dobrosavljevic M, Solares C, Cortese S, Andershed H, Larsson H (novembro de 2020). «Prevalence of attention-deficit/hyperactivity disorder in older adults: A systematic review and meta-analysis». Neuroscience and Biobehavioral Reviews. 118: 282–289. PMID 32798966. doi:10.1016/j.neubiorev.2020.07.042
60. ↑  Berrios GE (dezembro de 2006). «'Mind in general' by Sir Alexander Crichton». History of Psychiatry. 17 (68 Pt 4): 469–486. PMID 17333675. doi:10.1177/0957154x06071679
61. 1 2  Lange KW, Reichl S, Lange KM, Tucha L, Tucha O (dezembro de 2010). «The history of attention deficit hyperactivity disorder». Attention Deficit and Hyperactivity Disorders. 2 (4): 241–255. PMC 3000907. PMID 21258430. doi:10.1007/s12402-010-0045-8
62. ↑  Ryan, Noreen; McDougall, Tim (2009). «What is ADHD, and what is not?». Nursing Children and Young People with ADHD. [S.l.: s.n.] pp. 25–45. ISBN 978-0-203-88423-2. doi:10.4324/9780203884232-11
63. ↑  Smith M (novembro de 2017). «Hyperactive Around the World? The History of ADHD in Global Perspective». Social History of Medicine. 30 (4): 767–787. PMC 5903618. PMID 29670320. doi:10.1093/shm/hkw127
64. ↑  Conrad P (2007). The Medicalization of Society. Baltimore, Maryland: Johns Hopkins University Press. pp. 66. ISBN 978-0801885853
65. ↑  Barkley RA, Murphy KR, Fischer M (2008). ADHD in adults : what the science says. [S.l.]: Guilford Press
66. ↑  Rowland, Andrew (12 de agosto de 2017). «Attention-Deficit/Hyperactivity Disorder (ADHD): Interaction between socioeconomic status and parental history of ADHD determines prevalence - PMC». Journal of Child Psychology and Psychiatry, and Allied Disciplines. 59 (3): 213–222. PMC 5809323. PMID 28801917. doi:10.1111/jcpp.12775
67. ↑  Rowland, Andrew S.; Skipper, Betty J.; Rabiner, David L.; Qeadan, Fares; Campbell, Richard A.; Naftel, A. Jack; Umbach, David M. (1 de março de 2018). «Attention-Deficit/Hyperactivity Disorder (ADHD): Interaction between socioeconomic status and parental history of ADHD determines prevalence». Journal of Child Psychology and Psychiatry, and Allied Disciplines. 59 (3): 213–222. ISSN 0021-9630. PMC 5809323. PMID 28801917. doi:10.1111/jcpp.12775
68. ↑  ADA Division, Office of Legal Counsel (22 de outubro de 2002). «Enforcement Guidance: Reasonable Accommodation and Undue Hardship Under the Americans with Disabilities Act». The U.S. Equal Employment Opportunity Commission
69. ↑  Office of Civil Rights (25 de junho de 2012). «Questions and Answers on Disability Discrimination under Section 504 and Title II». U.S. Department of Education
70. ↑  «Breaking News: The Social and Economic Impact of ADHD». American Medical Association. 7 de setembro de 2004. Cópia arquivada em 22 de outubro de 2004
71. ↑  Cormier E (outubro de 2008). «Attention deficit/hyperactivity disorder: a review and update». Journal of Pediatric Nursing. 23 (5): 345–357. PMID 18804015. doi:10.1016/j.pedn.2008.01.003